# 江戸川区立平井西小学校
江戸川区立平井西小学校（えどがわくりつ ひらいにししょうがっこう）は、東京都江戸川区平井にある公立小学校。

## 沿革
- 1941年（昭和16年）
  - 9月1日 - 小松川第六国民学校として開校
- 1950年（昭和25年）
  - 2月13日 - 小松川第六国民学校跡地に平井小学校分校として開校
- 1952年（昭和27年）10月3日
  - 平井小学校より独立開校
- 1955年（昭和30年）11月1日 - 校旗・校歌制定　開校記念日と定める
- 1967年（昭和42年）4月4日 - 鉄筋校舎四階七教室完成
- 1970年（昭和45年）
  - 3月31日 - 屋内体育館完成
  - 4月7日 - 鉄筋校舎四階十教室・管理室完成
  - 11月5日 - 施設完成記念式典
- 1971年（昭和46年）8月17日 - プール新築工事完了
- 1989年（平成元年）
  - 3月30日 - 万年塀撤去に伴う環境整備
- 1992年（平成4年）
  - 7月1日 - 管理諸室冷房設備設置工事完了
  - 7月16日 - 体育館内塗装及び床改修工事完了
  - 10月3日 - 手洗い所全面改修工事完了
- 1993年（平成5年）8月31日 - 教室暖房FF化工事完了
- 1994年（平成6年）10月24日 - 給食室全面改修工事完了
- 1996年（平成8年）
  - 8月30日 - 校舎耐震補強工事完了
  - 11月15日 - 区研究協力奨励校・研究発表会(算数)
- 1998年（平成10年）8月31日
  - パソコン室設置
  - 保健室・事務室改修工事完了
- 1999年（平成11年）
  - 7月1日 - プール改修工事完了
  - 11月19日 - 区研究協力校・研究発表会(国語)
- 2001年（平成13年）12月7日 - 区研究協力校・研究発表会（国語）
- 2002年（平成14年）
  - 8月31日 - 体育館全面塗装
  - 10月1日 - 体育館手洗い所全面改修
- 2005年（平成17年）4月1日
  - すくすくスクール開始。
- 2006年（平成18年）9月27日 - 校内LAN配備
- 2007年（平成19年）4月1日 - 教育目標改訂
- 2008年（平成20年）
  - 9月1日 - 体育館床改修校（工事?）
  - 9月17日 - 東昇降口防火扉改修
- 2009年（平成21年）
  - 3月31日
    - 校庭への通路、体育館スロープ工事完了
    - 西門門扉改修
- 2010年（平成22年）
  - 1月7日 - 東西階段壁面塗装改修
  - 3月20日 - 校舎スロープ完成
- 2011年（平成23年）
  - 2月28日 - 体育館屋根塗装改修
  - 11月25日 - 区研究奨励校・研究発表会（国語）
- 2014年（平成26年）
  - 9月26日 - 校舎塗装改修工事完了
  - 11月14日 - 体育館耐震補強工事完了
- 2016年（平成28年）
  - 2月5日 - 校防犯カメラ新規4台設置
- 2018年（平成30年）10月1日 - 西側トイレ改修工事　屋上防水工事完了
- 2019年（令和元年）10月1日 - 東側トイレ改修工事
- 2022年（令和4年）
  - 2月10日 - 区教育課題実践推進校　研究発表「Let's　try　communication　more!」
  - 8月15日 - 一階廊下長尺シート張り工事
  - 10月10日 - 一階廊下壁面塗装工事
- 2023年（令和5年）3月25日 - プール改修工事

## 教育目標
- やさしい心
- じょうぶな体
- かんかえる力[2]

## 進学先中学校
- 江戸川区立小松川中学校

## 交通
- 東日本旅客鉄道（JR東日本）総武本線平井駅　下車 徒歩15分